# گونزالو د لوس سانتوس
گونزالو د لوس سانتوس (انگلیسی: Gonzalo de los Santos؛ زادهٔ ۱۹ ژوئیهٔ ۱۹۷۶) یک بازیکن فوتبال بازنشسته اهل اروگوئه است که در جایگاه هافبک دفاعی بازی می‌کرد. بیشتر دوران حرفه‌ای فوتبالش را در اسپانیا گذراند. در حدود ۳۰۰ بازی رسمی برای شش باشگاه و در بیش از ۱۱ فصل به میدان رفت، که ۱۷۹ بازی آن در لا لیگا بود. سانتوس به همراه والنسیا قهرمان شد و شروع و پایان حضورش در فوتبال با تیم پنیارول اروگوئه بود.
وی ۳۳ بازی ملی برای تیم ملی فوتبال اروگوئه انجام داد و با این تیم در جام جهانی ۲۰۰۲ حاضر شد.